# 실험 심리학

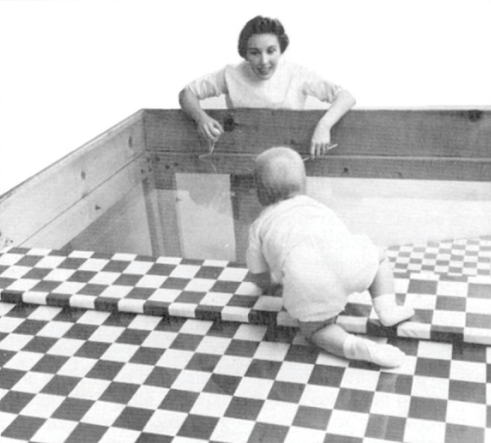

실험 심리학(Experimental Psychology)은 심리학 연구에 실험방법을 적용하는 사람들에 의해 행해진 작업과 과정을 말한다. 실험 심리학자들은 감각과 지각, 기억, 인지, 학습, 동기, 감정, 발달 과정, 사회 심리학, 그리고 이들 모두의 신경 기질을 포함한 많은 주제들을 연구하기 위해 사람과 동물을 실험 대상자로 고용한다.
실험 심리학은 '실험심리학의 아버지'라고 불리는 빌헬름 분트가 1879년, 모교인 독일 라이프치히 대학의 강당을 개조해 심리학 실험실을 개설하면서 시작된 것으로 받아들여진다. 분트의 실험실 연구는 심리학이 철학에서 벗어나 과학적으로 연구하는 학문으로 발전할 수 있도록 기반을 형성하는 데 기여한 것으로 평가받고 있다.

## 역사

### 초기 실험 심리학

#### 빌헬름 분트
실험 심리학은 19세기 후반 빌헬름 분트의 수학적이고 실험적인 접근법 계기로 현대적인 학문 분야로 떠올랐다. 분트는 그의 첫번째 심리학 실험실을 독일 라이프치이 대학에 설립했다. 헤르만 에빙 하우스와 에드워드 티체너를 포함한 다른 심리학자들은, 그들의 실험 방법 중 하나로 내성법을 이용했다.

#### 찰스 벨
찰스 벨은 영국의 물리학자였으며, 신경계 관련 연구에 큰 기여를 했다. 그는 토끼에 대한 연구를 요약한 짧은 논문을 냈다. 그는 연구를 통해 척수의 뒤쪽 뿌리에 감각 신경이 들어가고, 운동신경이 척수의 앞쪽 뿌리에서 나온다는 결론을 도출했다. 11년 후, 프랑스 물리학자 마젠디가 똑같은 같은 연구결과를 발표했고, 이는 벨이 그의 연구를 발표하지 않았기 때문에 일어난 일이었다. 이 발견은 벨-마젠디 법이라고 불리기도 하며, 벨의 발견은 신경이 진동이나 영혼을 전달한다는 가설을 반증해 주었다.

#### 에른스트 하인리히 베버
웨버는 실험 심리학 창시자 중 한 사람으로, 독일 의사였다. 웨버의 주된 관심사는 촉감과 운동 감각이었다. 실험 심리학 분야에서 그의 가장 큰 기여로는 감각적 차이를 판단하는 것은 절대적이 아니라 상대적이라는 가설이었다. 이 상대성 이론은 “웨버의 법칙” 이라고도 불린다.

#### 구스타프 페크너
페크너는 1860년 실험 심리학의 첫번째 활동으로 알려진 “엘레멘테”를 출판했다. 일부 역사학자들은 심리학의 시작이 “엘레멘테”라고 보기도 한다. 웨버의 경우 심리학자가 아니었으며, 심리학에 대한 웨버의 연구의 중요성을 알아본 사람이 페크너였다. 대부분의 페크너의 연구는 정신 물리학으로 알려진 마음과 몸의 관계가 중점적이었다.  페크너는 정신물리학의 한계, 지속적은 자극의 방법, 그리고 여전히 사용되고 있는 조정의 방법에 대해 연구했다.

#### 오스왈드 퀼 포스
오스왈드 퀼 펫은 독일 뷔르츠부르크 학교의 설립자로, 약 12년 동안 빌헬름분트의 학생이었다. 쿤드와는 달리, 그는 더 높은 수준의 정신적 과정을 실험 할 수 있다고 주장했다. 1883년에는 과학적인 사실과 생각에 대한 언급이 없는 심리학 요강을 출판하기도 했다. 부르츠부르크 학교는 정신과 보이지 않는 생각의 중요성을 강조하는데 비해 그의 책의 경우 생각 없음을 강조하여 이상하게 보기도 한다.

#### 뷔르츠부르크 스쿨
뷔르츠부르크 학교는 실험 심리학 발전에 많은 기여를 할 수 있게 만든 학교이다. 오스왈드 퀼 펫을 중심으로 심리학자들에 의해 설립된 이 학교는 티체너와 빌헬름 분트의 구조주의 이론에 대안을 제공했다. 학교의 학생들은 정신적인 부분과 이미지가 없는 생각에 집중했다. 정신적은 부분은 개인의 인식과 문제 해결에 영향을 미치며 경험에 의에 유발될 수 있다고 보았다. 이와 유사하게,퀼펫은 이미지가 없는 생각이 가장 순수한 생각이라고 보았다. 정신 수양에 대한 이론은 퀼펫의 실험실에서 일했던 미국인 학생 브라이언의 실험을 통해 구체화되었다. 브라이언은 피실험자들에게 다양한 색깔로 무의미한 음절이 적혀있는 카드를 제시했다. 피실험자들은 그 음절들을 주의 깊게 봐야했으며, 결과적으로 그들은 카드에 적힌 음절의 색을 기억하지 못했다. 이 결과는 사람들로 하여금 연구 도구로서의 자기 성찰의 타당성에 대한 의구심을 증폭시켰고, 자원 주의과 구조 주의에 대한 부정적인 시선을 만들었다. 부르츠부르크 학교의 연구는 나중에 맥스 베르테르를 포함한 많은 게스탈트 심리학자들에게도 영향을 끼쳤다.

#### 조지 트럼볼 래드
실험 심리학은 1897년 예일 대학의 심리학 실험실을 설립한 조지 트럼볼 래드에 의해 미국에 소개되었다. 1887년 래드는 실험 심리학을 널리알린 최초의 미국 교과서 생리 심릭학의 요소들을 출판했다. 래드의 예일대 연구소 설립과 그의 교과서 이후 미국의 심리학의 중심은 존스홉킨스 대학으로 옮겨갔다. 그 곳에서 조지 혹과 찰스 샌더스 페어스는 심리학 연구를 확장하고 자격을 부여했다.

#### 찰스 샌더스 페어스
그의 학생 조셉 자스트 로우와 함께, 찰스는 무작위로 지원자들이 앞을 못보고 반복되는 측정 설계에 할당하여 체중을 구별하는 능력을 평가했다. 페어스의 실험은 다른 심리학자들에게도 영감을 주었고, 1800년대에 실험실과 전문화된 교과서의 연구 전통을 발전시켰다. 페어스의 실험은 인간의 인식을 이해하기 위한 실용적인 프로그램의 일환으로 수행되었다. 페어스는 실험 심리학과 정신 물리학을 발전시키는 과정에서 통계 추론 이론을 개발했으며, 과학 논리의 허구론(1977~78)과 확률 추론 이론(1883)에 모두 무작위 추론의 중요성을 강조했다. 페어스의 이런 행보는 네이만과 피셔의 농업 혁신 몇 십년 전에 임의 실험을 발명한 영광을 차지하기도 했다.

#### 20세기
20세기 중반에 행동 주의는 심리학, 특히 미국에서 지배적인 패러다임이 되었다. 이것은 실험 심리학 안에서 정신 현상을 무시하는 결과를 낳기도 했다. 유럽의 경우 상황이 달랐다. 유럽의 심리학자들이 프레데릭 바틀렛 경, 케네스 크레이크, WHE히크와 도널드 브로드벤트 같은 심리학자들에 의해 영향을 받았기 때문이다. 그들은 사고, 기억, 관심과 같은 주제에 초점을 맞추었고 이것은 인지 심리학의 후속적인 발전을 위한 토대가 되었다.
20세기 후반,"실험 심리학"이라는 용어는 규율로서의 심리학의 확장과 그것의 하위 분야의 크기와 수의 증가라는 의미로 바뀌었다. 실험 심리학자들은 다양한 방법을 사용하고 엄격하게 실험적인 접근법에 제한을 두지 않는데, 부분적으로는 과학 철학의 발전이 실험의 배타적인 위신에 영향을 미쳤기 때문이다. 대조적으로, 실험적인 방법은 이전에 실험 심리학의 일부가 아니었던 개발적이고 사회적인 심리학과 같은 분야에서 현재 널리 사용되고 있다. 하지만, 이 문구는 몇몇 대학의 심리학 과정뿐만 아니라 잘 확립되고 높은 명성을 얻은 많은 사회와 과학 잡지의 제목으로 계속 사용되고 있다.

## 방법론
소리 방법론은 복잡한 행동과 정신적 과정의 연구에 필수적이며, 특히 실험 변수의 신중한 정의와 통제를 의미한다.

### [가정]

#### 경험 주의
아마도 과학의 가장 기본적인 가정은 세계에 대한 사실적인 진술은 궁극적으로 세계의 관찰에 근거해야 한다는 것이다. 경험 주의의 이러한 개념은 가정과 이론을 연역적인 추론, 직관 또는 발견보다는 오히려 자연세계의 관찰과 비교하여 시험할 것을 요구한다.

#### 시험성
경험 주의와 밀접하게 관련된 생각은 유용하기 위해서는 과학적인 법률이나 이론이 이용 가능한 연구 방법으로 시험 가능해야 한다는 것이다. 만약 어떤 이론이 어떤 식으로든 시험될 수 없다면, 많은 과학자들은 그이론이 무의미하다고 생각할 것이다. 시험성은 반증 가능성을 내포하고 있는데, 몇몇 관측들이 이론이 틀렸음을 증명할 수 있다는걸 보여주는 것이다. 프로이트와 같은 영향력 있거나 잘 알려 진 이론들의 경우 시험하기 어려웠기 때문에 심리학에서는 시험성이 강조되어 왔다.

#### 결정론
대부분의 과학자들처럼 실험 심리학자들도 결정론의 개념을 받아들인다. 이것은 어떤 물체나 사건의 상태가이전의 상태에 의해 결정된다는 가정이다. 다른 말로 하면, 행동이나 정신적 현상은 일반적으로 원인과 결과의 측면에서 언급된다. 만약 어떤 현상이 충분히 일반적이고 널리 확인된다면, 그것은 "법"이라고 불릴 수 있다;심리학 이론은 법을 조직하고 통합하는 역할을 한다.

#### 인색함
과학을 보는 시작으로 단순함에 대한 탐구인 인색함이 있다. 예를 들어, 대부분의 과학자들은 만약 두 이론이경험적 관찰을 동등하게 잘 다룬다면, 우리는 그 둘 중에서 더 간단하거나 더 인색한 것을 선호해야 한다는데 동의한다. 단순성에 대한 주목할 만한 자료는 오캄의 중세 영국 철학자 윌리엄에 의해 진술되었고, 이러한이유로 인색함의 원칙은 종종 오컴의 면도날로 언급된다.

#### 작동 정의
에드워드 C와 같은 유명한 행동 주의자인 톨맨과 클라크 홀은 운영의 정의 또는 운영의 개념을 대중화시켰다. 운영 정의는 개념이 구체적이고 관찰 가능한 절차에 따라 정의된다는 것을 의미한다. 실험 심리학자들은추론과 관찰을 연결함으로써 관찰할 수 없는 정신적 현상을 정의하고자 노력했다.

### [실험]
실험에서, 참여자들은 종종 실험자의 지시에 따라 시각, 청각 또는 다른 자극에 반응한다;동물들은 적절한 반응에 대한 보상을 통해 유사한 실험을 할 수 있었다. 1990년대 이후로, 컴퓨터는 실험실에서 자극 표현과 행동 측정을 자동화하기 위해 일반적으로 사용되었다. 인간과 동물 모두를 대상으로 한 행동 실험은 일반적으로 반응 시간, 둘 이상의 대안 중의 선택 및 반응 속도나 힘을 측정했다. 또한 움직임, 얼굴 표정 또는 다른 행동을 기록하기도 했다. 인간에 대한 실험은 실험 절차 전, 도중, 후에 반응을 얻을 수 있다. 반면, 심리학적인 실험은 fMRI, EEG, PET등의 방법을 사용하여 자극을 제시하는 동안 뇌 또는(대부분 동물에서)단일 세포활성화를 측정하는 방법으로 시행했다.
외부 변수 제어, 실험자 편향 가능성 최소화, 실험 과제 순서의 균형 유지, 적절한 표본 크기, 운영 정의 사용, 결과의 신뢰성과 유효성 둘 다 강조 및 적절한 통계 분석이 심리학에서 실험 방법의 핵심이다. 이러한 문제를 이해하는 것은 심리학의 거의 모든 분야의 자료를 해석하는데 중요하기 때문에, 심리학에서의 학부 과정은 보통 연구 방법과 통계학의 필수 과정을 포함한다.
중요한 실험은 동시에 여러 가설을 검증하기 위한 실험 이기도 하다. 이상적으로, 하나의 가설은 확립되지만다른 모든 가설은 거부될 수 있다. 그러나, 몇가지 가설과 일치할 수 있으며,가능성을 좁히기 위한 추가적인연구가 필요하기도 하다.
주요 실험 전에 여러 절차를 시도하거나, 실험 변수의 최적 값을 결정하거나, 실험 설계의 취약점을 발견하기 위해 실험 연구를 수행되기도 한다.
현장 실험에서 참가자들은 실험실 외부의 자연스러운 환경에서 관찰된다. 현장 실험은 환경(현장)의 일부가통제된 방식으로 조작된다는 점에서 현장 실험과 다르다.(예를 들어, 연구원들은 유아원의 두 다른 그룹에 다른 종류의 장난감을 제공한다.) 조정기는 일반적으로 실험실 환경보다 더 느슨하다.
사례 연구, 인터뷰, 여론 조사, 자연 주의 관찰과 같은 다른 연구 방법들은 심리학자들에 의해 종종 사용된다. 이러한 방법은 잘 정의되고 제어되는 변수, 무작위화 및 원하지 않는 변수와의 격리와 같은 측면이 부족하기 때문에 실험 방법이 아니다.

#### 신뢰성
신뢰성의 측정 방법으로는 일관성 또는 반복성이 있다. 예를 들어, 신뢰성을 평가하는 한가지 방법은 한번에참가자 그룹을 측정한 다음 두번째로 결과가 일치하는지 확인하는 "시험-시험"방법이다. 첫번째 테스트 자체가 두번째 테스트의 결과를 변경할 수 있기 때문에 다른 방법이 자주 사용된다. 예를 들어,"분할-반"측정에서참가자 그룹은 무작위로 두개의 비교 가능한 하위 그룹으로 나누며, 신뢰성은 이러한 그룹의 시험 결과를 비교하여 측정한다. 신뢰성 있는 측정은 유효한 결론을 도출할 필요가 없다.

#### 유효 기간
유효성은 연구에서 도출한 결론의 상대적 정확도 또는 정확성을 의미한다. 측정의 유효성을 정량적으로 결정하려면 기준과 비교가 필요하다. 예를 들어, 학업 능력 시험의 타당성을 결정하기 위해, 시험이 한 그룹의 학생들에게 주어질 수 있고, 그 결과는 그 그룹에 속한 개인들의 점수-점수 평균과 상관 관계가 있을 수 있다. 이 사례가 시사하는 바와 같이, 종종 특정 조치에 대한 적절한 기준을 선택하는 것에 대해 논란이 있다. 또한 결론은 그 근거가 되는 관찰이 신뢰할 수 있는 정도까지만 유효할 수 있다.
다음과 같은 몇가지 유형의 유효성이 구별되었다.

##### 내부 유효성
내부 유효성이란 일련의 연구 결과가 인과 관계에 대한 설득력 있는 정보를 제공하는 정도를 말한다. 내부유효성이 높다는 것은 독립 변수의 변화가 종속 변수의 관측된 변화를 야기한다고 자신 있게 결론 내릴 수있도록 연구의 실험 설계가 외부 영향을 배제한다는 것을 의미한다.

##### 외부 유효성
외부 분포도는 실험 결과가 다른 상황(예: 다른 사람들, 다른 신체적 또는 사회적 환경, 또는 심지어 다른 문화)에 적용될 수 있도록 일반화될 수 있는 정도를 가리킨다.

##### 타당성 확립
구성 유효성이란 연구에서 독립적이고 종속적인 변수가 관심 있는 가상의 추상적인 변수를 나타내는 정도를 말한다. 즉, 연구에서 조작 및 측정된 변수가 연구자가 조작하고자 했던 변수를 정확하게 반영하는지 여부와 관련이 있다. 타당성 구축은 또한 누군가의 운영상의 정의의 질을 반영한다. 만약 연구자가 추상을관찰 가능한 것으로 전환하는 것을 잘 했다면, 구성 유효성은 높다.

##### 개념적 타당성
개념적 타당성은 특정 연구가 실험을 위해 고안되었다는 더 넓은 이론에 얼마나 잘 매핑 되는지를 의미한다. 개념 및 구성 유효성은 많은 공통점이 있지만 개념 유효성은 광범위한 이론적 문제에 대한 연구와 관련이 있는 반면, 구성 유효성은 구체적인 조작과 조치와 더 관련이 있다.

#### [측정 척도]
측정은 "규칙에 따라 개체 또는 이벤트에 숫자 할당"으로 정의할 수 있다. 거의 모든 심리학적 실험은 결과의 신뢰성과 유효성을 결정하기 위해서만 일종의 측정을 포함하고 있으며, 물론 결과가 양적 이론과 관련이 있다면 측정은 필수적이다.
개체나 이벤트의 속성에 숫자를 할당하는 규칙을 "척도"라고 한다. 다음은 심리적 측정에 사용되는 기본적인 척도이다.

##### 공칭 측정
공칭 스케일에서 숫자는 단순히 라벨로 사용되며 문자나 이름도 마찬가지이다. 예를 들어 축구 선수나 야구 선수의 셔츠에 붙어 있는 숫자들이 있다. 라벨은 동일한 라벨이 한가지 이상에 주어질 수 있는 경우에 더 유용한데, 이것은 어떤 면에서 그것들이 동일하고 함께 분류될 수 있다는 것을 의미한다.

##### 순서 측정
순서형은 배열 또는 순위를 매기는 개체에서 발생하므로 A가 B보다 크고, B가 C보다 큰 등이 있다. 많은심리학적 실험들이 이런 종류의 숫자를 만들어 내는데 예를 들어, 참가자는 냄새의 등급을 매길 수 있어서 A가 B보다 더 좋고, B가 C보다 더 좋을 수도 있지만, 이 순위들은 각각의 냄새가 얼마나 다른지 구분하지 못할 것이다. 일부 통계는 예를 들어 중위 수, 백분위 수 및 순서 상관 관계와 같은 순차적 측정을 통해 계산할 수 있지만, 표준 편차와 같은 다른 통계는 제대로 사용할 수 없다.

##### 인터벌 측정
구간 척도는 측정된 항목 간의 차이가 동일한지를 결정함으로써 구성된다. 즉, 숫자 간의 차이가 측정된 속성간의 차이에 해당하는 경우 숫자가 간격 척도를 형성한다. 예를 들어, 화씨 온도계에서 5도와 10도의 차이가25도와 30도의 차이와 같다고 말할 수 있지만, 화씨 온도가 20도인 어떤 것이 10도인 것보다 "2배"라고 말하는 것은 무의미하다. ( 그러한 비율은 켈빈 척도와 같은 절대 온도 척도에서 의미가 있다. 다음 섹션을 참조.) 성취도 시험의 "표준 점수"는 주기적인 척도로 측정되는 것으로 알려져 있지만, 이것은 증명할 수 없다.

##### 비율 측정
비율 척도는 비율의 동일성을 결정함으로써 구성된다. 예를 들어, 균형 잡힌 기구에서 물체 A가 두개의 동일한 물체 B의 균형을 맞춘다면, 사람들은 A가 B보다 두배 무겁고 그들에게 "A는 2그램"그리고"B는 1그램"과 같은 적절한 숫자를 줄 수 있다. 핵심 아이디어는 그러한 비율이 사용된 척도 단위에 관계 없이 동일하게 유지된다는 것이다. 예를 들어, A대 B의 비율은 그램이나온스의 사용 여부와 관계 없이 동일하다. 길이, 저항, 켈빈온도는 비율 척도로 측정할 수 있는 다른 것들이다. 소리의 음량과 같은 일부 심리적 특성은 비율 척도로 측정할 수 있다.

#### [리서치 디자인]

##### 일원 설계
가장 간단한 실험 설계는 단 방향 설계로, 독립 변수가 하나만 있다. 가장 간단한 종류의 일원 설계에는 2그룹만 포함되며, 각 그룹은 독립 변수의 값을 하나씩 받는다. 2그룹 설계는 일반적으로 실험 그룹(치료를받는 그룹)과 대조군 그룹(치료를 받지 않는 그룹)으로 구성된다.
일원 설계를 일원 다중 그룹 설계로 확장할 수 있다. 여기서 하나의 독립 변수는 3개 이상의 수준을 갖는다. 이러한 유형의 설계는 독립 변수와 종속 변수 간의 기능적 관계를 개략적으로 설명하는 데 도움이 되기 때문에 특히 유용하다.

##### 요인 설계
단 방향 설계는 연구자가 한번에 하나의 독립 변수만 볼 수 있다는 점에서 제한적이며, 반면 관심 현상은 다수의 변수에 따라 달라진다. 이것 때문에, R. Fisher는 요인 설계의 사용을 대중화했다. 요인 설계에는 완전히"교차" 된 두개 이상의 독립 변수가 포함되어 있다. 즉, 각 독립 변수의 모든 수준이 다른 모든 독립변수의 모든 수준과 함께 표시된다. 요인 설계에는 독립 변수의 수와 설계에 있는 각 독립 변수의 수준 수를 지정하는 레이블이 있다. 예를 들어, 2x3요인 설계에는 두개의 독립 변수(설명에 두개의 숫자가 있기 때문에)가 있다. 첫번째 변수는 두개의 수준을 가지고 두번째 변수는 세개를 가진다.

##### 주효과 및 교호 작용
요인 연구에서 독립 변수가 미치는 영향은 단독으로 취하는 효과를 주효과라고 한다. 이는 다른 독립 변수의 모든 수준에서 평균을 내는 독립 변수의 전체적인 효과를 나타낸다. 주효과는 일원 설계에서 탐지되는유일한 효과이다. 종종 주효과보다 더 중요한 것은 "상호 작용"인데, 종속 변수에 대한 하나의 독립 변수의영향이 두번째 독립 변수의 수준에 따라 달라질 때 발생한다. 예를 들어, 볼을 잡는 능력(종속 변수)은 시력(독립 변수#1)과 잡는 공의 크기(독립 변수#2)의 상호 작용에 따라 달라질 수 있다. 시력이 좋은 사람은 작은공을 가장 쉽게 잡을 수 있고, 시력이 매우 나쁜 사람은 큰 공을 더 잘 잡을 수 있기 때문에 두 변수가 상호작용한다고 말할 수 있다.

##### 대상 내 및 대상 간 설계
연구 설계에 대한 두가지 기본적인 접근 방식은 주제 내 설계와 주제 간 설계이다. 대상 내 또는 반복 측정 설계에서 각 참가자는 하나 이상의 연구 조건에 참여한다. 주제 간 설계에서 각 참가자는 실험의 한가지 조건으로만 참여한다. 특히 조건이 많은 복잡한 요인 설계의 경우 주제 간 설계에 비해 다양한 장점이 있다. 특히 대상 내 설계는 연구 대상 현상과 무관한 주제 간의 차이에 의해 야기되는 영향을 제거한다. 그러나대상 내 설계에는 발생 가능한 시퀀스 효과의 심각한 단점이 있다. 각 참가자는 둘 이상의 조건에서 활동하기 때문에, 시간의 경과나 이전 과제의 수행이 이후 과제의 수행에 영향을 미칠 수 있다. 예를 들어 참가자는 두번째 과제에 영향을 미치는 첫번째 과제에서 무언가를 배울 수 있다.

## 실험 방법을 사용하는 일부 연구 영역
실험 방법의 사용은 아마도 심리학이 19세기 말 철학과 구별되는 주된 특징이었다. 그 이후로 실험은 대부분의 심리학적 연구의 필수적인 부분이 되었다. 다음은 실험 방법을 사용하는 몇가지 주요 영역의 예이다.

#### 인지 심리학
인지 심리학자들이 연구한 주요 주제들 중 일부는 기억력, 학습, 문제 해결, 그리고 주의이다. 대부분의 인지실험은 사회적 환경 대신 실험실에서 수행된다. 이것은 주로 실험 변수를 최대한 제어하고 부적절한 사건이나 상황의 다른 측면에서 간섭을 최소화하기 위해 수행된다. 매우 많은 실험 방법이 사용된다. 자주 사용되는 방법은 방금 나열된 항목의 기본 페이지에 설명되어 있다. 행동을 연구하는 것 외에도, 실험 자는 인지 과정에서 뇌의 어떤 부분이 활동적인지 볼 수 있도록 fMRI나 PET을 사용할 수도 있다.

##### 동물 인식
동물 인지는 인간이 아닌 동물의 정신적 능력을 가리키며, 이 분야의 연구는 종종 인간을 이용하는 인지 심리학자들과 유사한 문제에 초점을 맞춘다. 동물을 이용한 인지 연구는 종종 조건을 더 가깝게 통제할 수 있고 인간에 대한 연구에는 개방되지 않은 방법을 사용할 수 있다. 또한, 동물에서 나의 상태 조절과 같은 과정들은 더 단순한 형태로 나타나고, 특정 동물들은 중요한 인지 기능을 명확히 하는 독특한 능력을 나타내며, 동물 연구는 종종 종의 생존과 진화에 중요한 영향을 미친다.

#### 감각과 지각
감각과 지각에 대한 실험은 실험 심리학에서 매우 긴 역사를 가지고 있다. 실험자들은 일반적으로 시각, 청각, 촉각, 후각, 미각 및 수용력에 영향을 미치는 자극을 조작한다. 감지 측정은 감지 성능의 많은 측면을 포함하는 영역에서 큰 역할을 하며, 예를 들어, 밝기의 최소 구별 가능한 차이 또는 냄새의 감지를 포함한다. 이러한 측정에는 진동자, 감쇠기, 스트로보스코 등과 같은 기기의 사용이 포함된다. 실험은 또한 시각적 환상이나다른 종류의 자극에 의해 발생하는 감정과 같은 미묘한 현상을 탐구한다.

##### 행동 심리학
심리학에 대한 행동 주의적 접근법은 20세기 중반에 그것의 인기 절정에 도달했지만 여전히 많은 실험적 연구와 임상 적용의 기초가 된다. 그것의 설립자들은 이반 파블로프, 존 B와 같은 인물들을 포함한다. 왓슨, 그리고 행동 분석 팀이다. 스키너. 파블로프의 개들의 소화 체계에 대한 실험적인 연구는 그가 고전적인 조건화의 기본 원리를 확립하는 것을 통해 광범위한 실험을 이끌어 냈다. 왓슨은 인간 행동에 대한 행동 주의자의접근법을 대중화했다. 그의 어린 앨버트와의 실험은 특히 잘 알려져 있다. 스키너는 조작적 조건 부여를 고전적 조건 부여와 구별하고 실험 심리학의 후속 발전에서 주요 요소로서 행동에 대한 실험적 분석을 확립했다.

##### 사회 심리학
사회 심리학자들은 인간의 사회적 상호 작용을 이해하기 위해 실험실 내부와 외부 모두에서 실험 방법을 사용한다. 사회 심리학 실험에서 널리 인용되는 두가지 실험은 1971년 필립 짐바도에 의해 시행된 스탠포드 감옥 실험과 스탠리 밀그램의 복종 실험이다. 두 실험 모두 일반인들이 매우 잔인한 행동을 하도록 유도되었고, 이는 그러한 행동이 사회적 압력에 의해 매우 강하게 영향을 받을 수 있음을 시사한다. 참가자들에게 부정적인 영향을 미칠 수 있기 때문에, 이러한 실험들은 오늘날 미국에서 법적으로 수행될 수 없다.

## IRB(Instructional Review Board)
미국에서 IRB(Institutional Review Boards)는 심리학적 실험의 수행을 모니터링하는 데 중요한 역할을 한다. 그들의 존재는 심리학적 연구가 이루어지는 대학과 같은 기관에서 법에 의해 요구된다. 그들의 목적은 실험이 윤리적 규범이나 법적 요구를 위반하지 않도록 하는 것이다. 따라서 그들은 인간의 대상을 신체적 또는 심리적으로 보호하고 동물의 인간적인 대우를 보장한다. IRB는 실험을 시작하기 전에 각 실험에 사용할 절차를검토해야 한다. IRB는 또한 인간 참가자들이 사전에 사전 동의를 하도록 보장한다. 즉, 참가자들은 실험의일반적인 성격과 그들에게 요구되는 것이 무엇인지를 알게 된다. IRB에 의해 수행될 수 있는 검토에는 세가지 유형이 있다 (면제, 신속 및 완전한 검토). 자세한 내용은 기본 IRB페이지에서 확인할 수 있다.

## 평론
프랑크푸르트 학파
실험 심리학에 반대하는 한 학교는 "비판 이론"이라고 불리는 프랑크푸르트 학교와 연계되어 있다. 비판 심리학자들은 실험 심리학이 인간이 존재하는 문화적, 경제적, 역사적 맥락에서 독립적인 실체로서 인간에게 접근한다고 주장한다. 중요한 심리학자들에 따르면, 허버트 마커스와 같은 인간의 정신적 과정과 행동에 대한 이러한 맥락은 무시되고 있다. 그렇게 함으로써 심리학자들은 지배적인 사회 질서에 암묵적인 지지를 부면서 인간 본성의 부정확한 초상화를 그리게 된다고 비판한다.

## 같이 보기
- 구성주의
- 행동주의